# Friedrich Bloemer
Friedrich Bloemer (auch Friedrich Blömer) (* 28. Oktober 1807 in Werden an der Ruhr; † 21. August 1872 in Schönthal bei Aachen) war ein deutscher Jurist und Politiker und Mitglied der Mitglied der Frankfurter Nationalversammlung.

## Ausbildung und Beruf
Bloemer studierte nach dem Besuch des Gymnasiums in Köln Rechtswissenschaften in Bonn. Zwischen 1835 und 1846 war er Advokat-Anwalt am Landgericht Köln beziehungsweise am Rheinischen Appellationsgerichtshof. Zwischen 1847 und 1849 war er Landgerichtsrat in Aachen. Im Jahr 1849 wurde Bloemer zum Geheimen Justizrat ernannt. Im Jahr 1851 wurde er Geheimer Appellationsgerichtsrat und 1856 Obertribunalrat. Von 1862 bis 1870 war er Kronsyndikus in Berlin.

## Politik
Während der Revolution von 1848/49 war er Mitglied der Frankfurter Nationalversammlung für den Wahlkreis Monschau. Er gehörte keiner Fraktion an. Außerdem war er stellvertretendes Mitglied der preußischen Nationalversammlung. Im Jahr 1849 gehörte er der Zweiten Kammer des preußischen Landtages an. Dort gehörte er der Rechten an. Danach gehörte Bloemer bis 1852 der ersten Kammer an. Bloemer war bis 1850 Verwaltungsrat der Erfurter Union, später des provisorischen Fürstenkollegiums. Zwischen 1852 und 1860 war er erneut Mitglied der zweiten Kammer beziehungsweise nach der Umbenennung Mitglied des preußischen Abgeordnetenhauses. In diesem gehörte er keiner Fraktion an. Ab 1861 war Bloemer Mitglied des preußischen Herrenhauses. 1867 gehörte er als Abgeordneter des Wahlkreises Aachen 2 dem konstituierenden Reichstag des Norddeutschen Bundes als fraktionsloses Mitglied an, stand jedoch den Altliberalen nahe. Im Reichstag des Norddeutschen Bundes vertrat er von 1867 bis 1870 als Abgeordneter den Wahlkreis Düsseldorf 4 (Stadt- und Landkreis Düsseldorf).
Bloemer war Mitglied der Erholungs-Gesellschaft Aachen 1837 und darüber bekannt mit zahlreichen Mitgliedern des Paulskirchenparlamentes und der preußischen Nationalversammlung.

## Schriften
- Zur Literatur des Kölner Doms. G. Krebs-Schmitt, Frankfurt a. M.1848. Google (2. Aufl. 1857 Google)
- Verbesserungs-Antrag des Abgeordneten Blömer zu dem Antrage des Herrn Duncker und Genossen, den Waffenstillstand mit Dänemark betreffend. o. O., 1848.
- Joseph von Radowitz. Ein Gedenkblatt den Freunden Berlin 24. Januar 1854. Moeser & Kühn, Berlin (1854)
- An den Wahlkreis Montjoie, Malmedy, Schleiden. J. A. Mayer, Aachen 1859.
- Zur Geschichte der Bestrebungen der Preußischen Regierung für eine politische Reform Deutschlands von Mai 1849 bis Anfang November 1850. Berlin 1860. BSB
- Ein Wort an die Abgeordneten des Volks und die Räthe der Krone. Kühn, Berlin 1862.
- Lessing, Schiller und Goethe. Erörterungen in Folge der Widersprüche gegen die Vereinigung ihrer Standbilder in Berlin und gesammelte Blätter zu Lessings Andenken. Zwei Abtheilungen mit Beilagen. Berlin 1863.Goole
- Ergänzungen eines Glaubensbekenntnisse. Duncker, Berlin 1867. Google